# Église Notre-Dame-de-l'Assomption de Morteau
Pour les articles homonymes, voir Église Notre-Dame-de-l'Assomption et Notre-Dame-de-l'Assomption.
L’église Notre-Dame-de-l'Assomption de Morteau est une église située à Morteau dans le département français du Doubs.

## Histoire
Un prieuré était déjà présent en 1107, occupé par des moines Bénédictins de l'ordre de Cluny.
L'église actuelle a été construite au XVe siècle, probablement achevée en 1420, ou 1479. Seul le cœur en abside à trois pans daterait de cette époque,.
L'église subit plusieurs incendies au XVIe siècle, en 1683 et en 1747.
Enfin, la foudre cause un incendie sur le clocher en 1945,.
La totalité de l'église est inscrite au titre des monuments historiques depuis le 8 juin 1926.

## Rattachement
L'église fait partie de la paroisse de Morteau (dite paroisse du Val de Morteau) qui est rattachée au diocèse de Besançon.

## Architecture
L'église présente une tour-clocher en façade avec toit à impériale (Dôme galbé typique de Franche-Comté). L'intérieur de l'église est composé de six travées en en voûtes d'ogives. Le chœur se termine par une abside à trois pans percés de fenêtres,.

## Mobilier
L'église Notre-Dame possède un mobilier remarquable.
Parmi les plus notables :
- Le maître autel en bois taillé doré datant du XVIIe siècle classé à titre objet au titre des monuments historiques depuis le 20 décembre 1916[9]
- La chaire à prêcher en bois taillé, œuvre du sculpteur Claude Joseph Béliard datant de 1748 classé à titre objet au titre des monuments historiques depuis le 30 octobre 1908[10]
- Le bourdon, cloche en bronze datant de 1689 classé à titre objet au titre des monuments historiques depuis le 16 octobre 1942[11]
- Une Vierge de piété en bois peint datant du XVIe siècle classée à titre objet au titre des monuments historiques depuis le 27 octobre 1975[12]

Certains autres éléments sont inscrits à titre objet au titre des monuments historiques depuis le 20 mai 1975 :
- Une statue de saint Roch en bois taillé peint datant du XVIIIe siècle[13]
- Une statue du Christ en croix en bois taillé datant du XVIIIe siècle[14]
- Un autel secondaire en bois taillé datant du XVIIIe siècle[15]